# Gorges du Val du Fier
Ne doit pas être confondu avec Gorges du Fier ou Val-de-Fier.
Les gorges du Val du Fier sont des gorges de France situées en Savoie et Haute-Savoie en limite de l'Ain, à travers le massif de la Chambotte, dans la partie inférieure du cours du Fier avant sa confluence avec le Rhône.

Les gorges entre la montagne des Princes (à droite) et le Gros Foug (à gauche) vu des ruines de l'église Saint-André à l'est.